# Uniwersytet Chiba
Chiba University (jap. 千葉大学 Chiba Daigaku) – japońska uczelnia państwowa w mieście Chiba, założona w 1949 roku.

## Opis
Uniwersytet Chiba powstał z połączenia kilku regionalnych uczelni i szkół. Obecnie składa się z: dziewięciu wydziałów, biblioteki uniwersyteckiej, szpitala uniwersyteckiego oraz innych placówek edukacyjnych i badawczych. Z 11 109 studentami w programie licencjackim jest jednym z największych uniwersytetów w Japonii.
Wszystkie cztery kampusy uniwersyteckie: Nishi-Chiba, Inohana, Matsudo i Kashiwa-no-ha, są zlokalizowane w prefekturze Chiba, która w ostatnich dziesięcioleciach przeszła gwałtowny rozwój, pod wieloma względami rywalizując z sąsiednią metropolią Tokio. 
Uczelnia współuczestniczy w rozwoju prefektury, na terenie której znajdują się m.in.: Port lotniczy Narita (Narita International Airport), jedno z największych centrów biznesowych i handlowych w Japonii (Makuhari), wiele akademickich i przemysłowych kompleksów dla nauk zaawansowanych (np. Kazusa DNA Research Institute) oraz Disneyland.  
Uniwersytet Chiba rozszerza swoją działalność międzynarodową. Nawiązuje stosunki współpracy z wieloma zagranicznymi uniwersytetami, osiągając wysoki stopień uczestnictwa w międzynarodowych projektach badawczych. Obecnie ma dużą grupę międzynarodowych naukowców i studentów na różnych kampusach. Od 2014 r. jest około 341 zagranicznych naukowców i 819 studentów. Od 1996 roku Uniwersytet Chiba prowadzi roczny program stypendialny (Japan Program at Chiba: J-PAC), którego celem jest umożliwienie studentom z zagranicy odbycie kursów w języku angielskim.

## Struktura organizacyjna
Uczelnia rozmieszczona jest w czterech kampusach, w których siedzibę mają odpowiednie wydziały:

### Wydziały
- Kampus Nishi-Chiba[2]
  - Wydział Literatury
  - Wydział Pedagogiczny
  - Wydział Prawa i Ekonomii
  - Wydział Nauk Przyrodniczych
  - Wydział Inżynierii
- Kampus Inohana[3]
  - Wydział Medycyny
  - Wydział Farmacji
  - Wydział Pielęgniarstwa
- Kampus Matsudo[4]
  - Wydział Ogrodnictwa
- Kampus Kashiwa-no-ha[5]

### Szkoły podyplomowe
- Szkoła Pedagogiczna
- Szkoła Pielęgniarstwa
- Szkoła Humanistyczna i Nauk Społecznych
- Szkoła Nauki i Technologii
- Szkoła Farmacji i Nauk Medycznych
- Szkoła Prawa